# .рф
.рф là tên miền cấp quốc gia của Nga được viết bằng Kirin và được dùng từ năm 2010 thay thế .ru và .su. Nó được sử dụng để truy cập trang web về Nga mà không phải chuyển giữa 2 bàn phím Latin-Kirin như trước đây.